# Парана (град)
Вижте пояснителната страница за други значения на Парана.
Парана̀ (на испански: Paraná) е град в Аржентина. Разположен е в Източна Аржентина, на левия бряг на река Парана. Главен град е на провинция Ентре Риос. Основан е на 23 октомври 1730 г. Голям жп възел. Мелничарска, кожарска, обувна, тютюнева и керамична промишленост. Срещу него на десния бряг на река Парана е град Санта Фе. Население 237 968 жители от преброяването през 2001 г.